# Architettura neomicenea

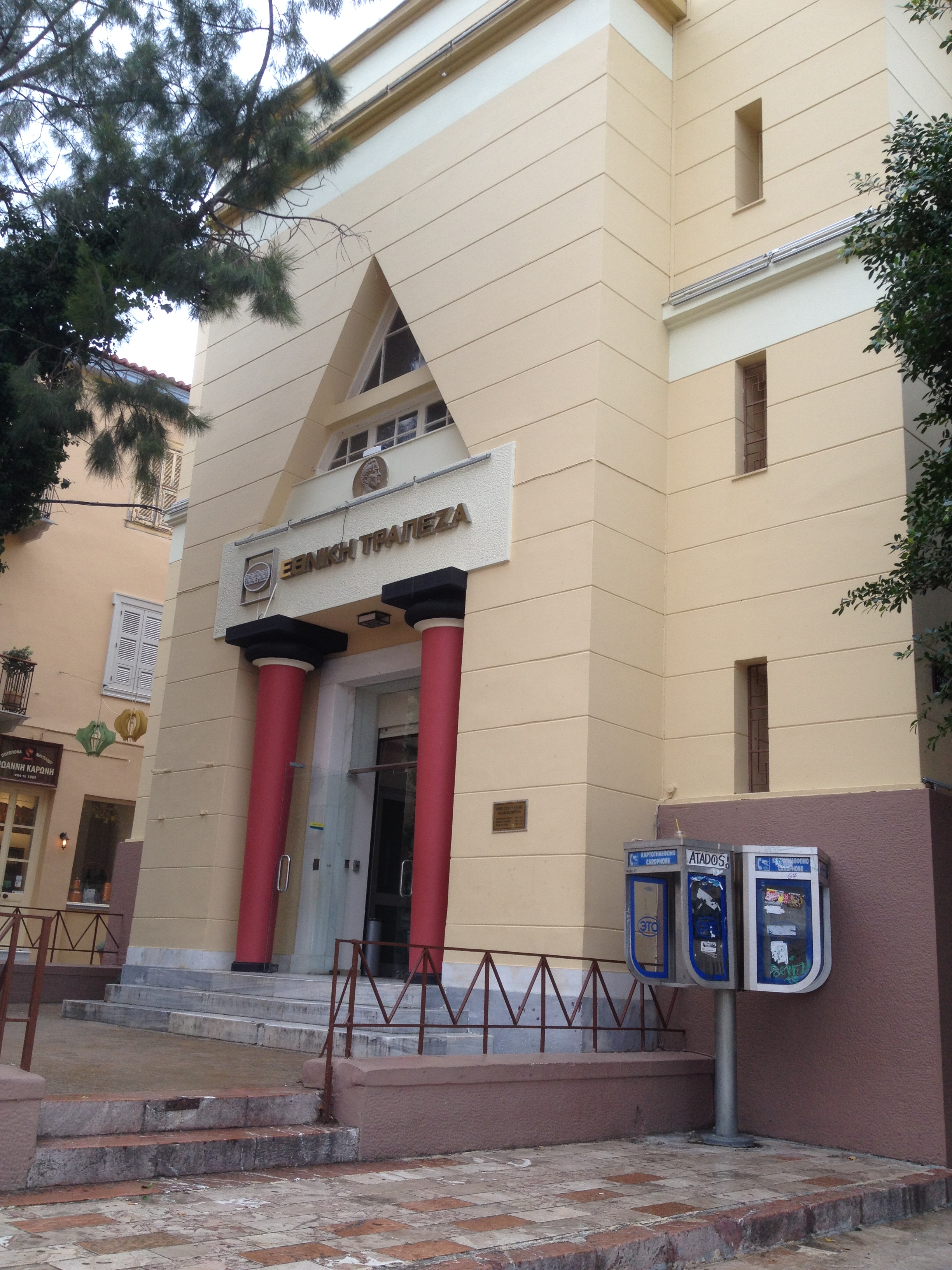
Ingresso della sede della Banca Nazionale di Grecia a Nauplia.

L'architettura neomicenea è un raro esempio di revivalismo architettonico sviluppatosi durante il XX secolo come ripresa dell'architettura della Grecia antica.
La sede della Banca Nazionale di Grecia a Nauplia, costruita nei luoghi che furono il cuore della civiltà micenea negli anni trenta dall'architetto Nikolaos Zouboulidis, è un chiaro esempio del revival neomiceneo. La porta d'ingresso della banca riprende la forma della Porta dei Leoni e della Tomba di Clitemnestra a Micene. Allo stesso modo le colonne utilizzate sono dipinte con il tipico colore rosso dei palazzi reali micenei.